# Ypióca
Ypióca é uma marca de cachaça. A sede da empresa atualmente encontra-se em Fortaleza, no Ceará, no Brasil. A cachaça Ypióca é produzida na cidade de Maranguape, no Ceará, desde 1846 pela família Telles.
É a marca de aguardente mais antiga ainda em funcionamento no Brasil.

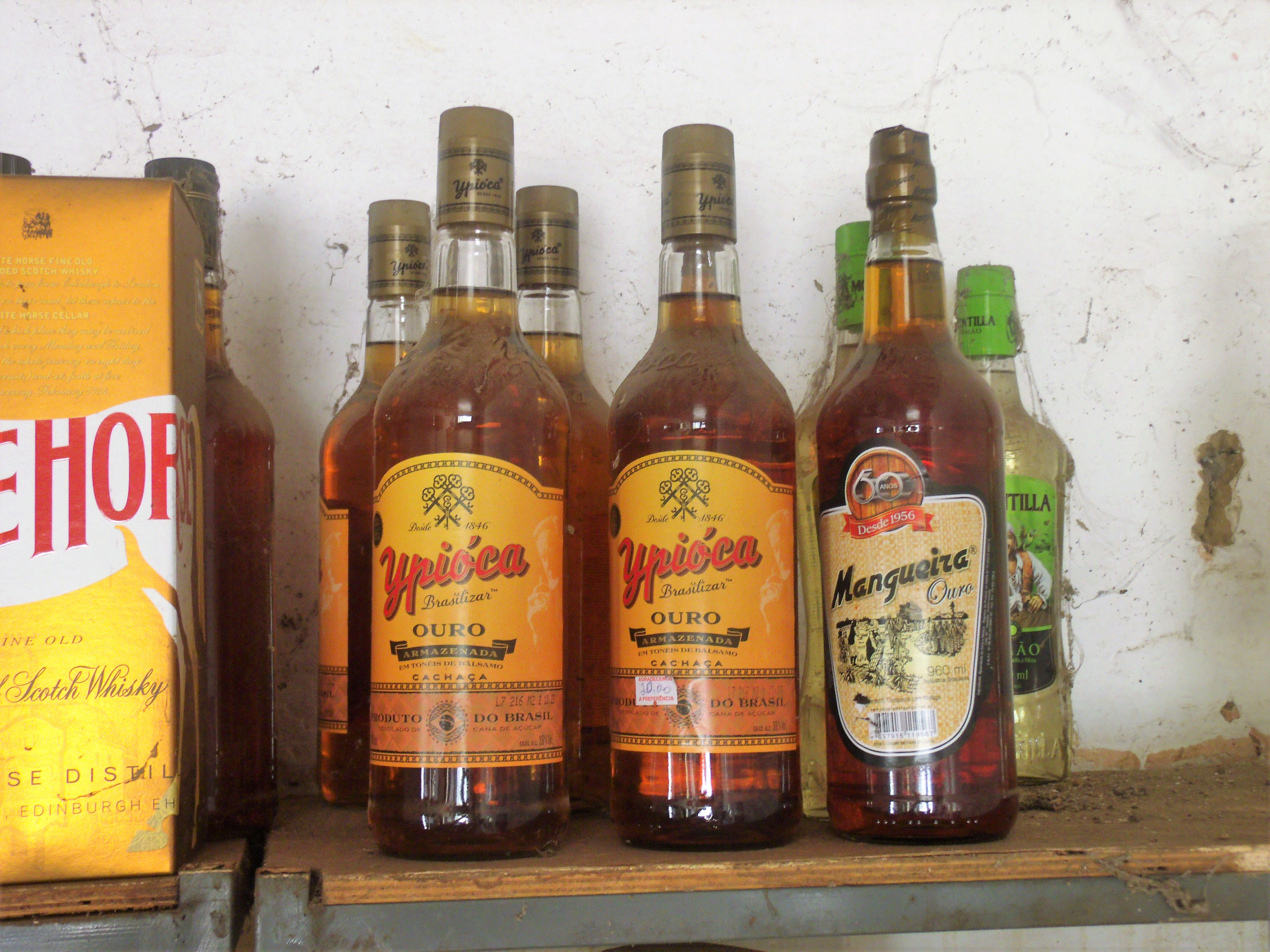
Garrafas da bebida em um bar.

## História
A empresa surgiu com a vinda de Dario Telles de Menezes de Portugal no ano de 1843. Fixou residência em Maranguape, onde montou uma pequena destilaria que abastecia as bodegas da cidade. Com o desenvolvimento contínuo da destilaria, já em 1968 a Ypióca foi a primeira empresa a exportar cachaça para a Alemanha.
Segundo a própria empresa, o nome Ypióca vem do tupi-guarani e significa "terra roxa", uma alusão ao tipo de terra que é extremamente fértil e propícia para o cultivo da cana-de-açúcar.
A família Telles de Menezes desembarcou em 1843 no Ceará e logo adquiriu uma propriedade a 38 quilômetros da capital e a 6 quilômetros da Vila de Maranguape, entre a serra da Aratanha e a de Maranguape, no local conhecido pelo nome de Ypióca. Os primeiros cultivos estavam dando prejuízo e Dario Telles de Menezes resolveu produzir cachaça, já que havia trazido, de Portugal, um pequeno alambique com a capacidade de produção de 30 litros por dia. Inicialmente, em 1844, foi preparado, utilizando-se apenas ferramentas rudimentares como enxada, um hectare para o plantio da cana-de-açúcar. Com o cultivo dando resultados, no ano de 1846 foi destilado o primeiro litro de cachaça Ypióca.
A família Telles de Menezes, de caráter escravista, e optou pela utilização de mão de obra de pessoas escravizadas nas lavouras de cana até 1885, quando implantou o trabalho assalariado, um ano depois da abolição da escravidão no Ceará. Embora o fundador só viesse a falecer em 1904, a propriedade foi transferida para o filho Dario Borges Telles em 1895. A primeira providência do novo presidente foi adquirir moenda horizontal de ferro fundido, em substituição à vertical de madeira, e logo depois iniciou o envasamento da Ypióca em garrafas de vidro de 600 mililitros. Dario casa-se em 1903 com Eugênia Menescal Campos. Com a morte do marido em 1911, dona Eugênia assume a direção da empresa e desenvolve o primeiro rótulo da Ypióca.
Paulo Campos Telles, filho mais velho de Dario e Eugênia, aos 14 anos foi morar em Fortaleza para continuar os estudos. Durante o dia, era balconista em uma loja de ferragens e estudava à noite, visitando a Ypióca nos fins de semana. Percebeu que a situação da empresa não ia bem e resolveu abandonar os estudos e auxiliar a família na administração da destilaria. Sua primeira providência para impulsionar o faturamento foi preparar e vender toras de madeira, uma vez que, na época, os fogões eram movidos a lenha. O empreendimento foi um sucesso, tanto que, logo, já estava vendendo madeira até em Fortaleza. Esse novo empreendimento permitiu liquidar todas as dívidas, deixando, ainda, algum dinheiro em caixa. As áreas de onde tinham sido cortadas as árvores foram logo sendo plantadas com mais cana-de-açúcar.
Em 1931, a produção de cachaça chegou a 120 000 litros, um recorde. Paulo é eleito prefeito de Maranguape em 1936 e, em 1941, casa-se com Maria Augusta Ferreira. O primogênito do casal, Everardo Ferreira Telles, nasce em 1943. O casal teve também uma filha, Maria Eugênia Ferreira Telles. Em 1949, havia 30 produtores de cachaça em Maranguape e, em 1996, apenas a Ypióca.
Paulo Campos introduziu outras inovações como a embalagem em litro, revestida com palha de carnaúba e com bico conta-gotas. Além da distribuição de lenha, também criou gado e cultivou arroz, feijão e milho tanto para o consumo como para venda. Durante a Segunda Guerra Mundial, abastece com frutas e legumes o exército norte-americano sediado na Base Aérea do Pici, em Fortaleza. A primeira exportação oficial de cachaça do Brasil, em 1968, foi também efetuada durante sua gestão. Faleceu em 1978.
Em 1970, Everardo Ferreira Telles, que se formara como engenheiro agrônomo, assumiu a direção do grupo como representante da 4.ª geração da família a administrar a empresa. Foi iniciada a criação de frango para corte e em 1978 a de gado, sendo que depois foram incluídos ovinos, caprinos e suínos. Além de inaugurar novas destilarias na década de 1980, diversificou o campo de atuação e, na década de 1990, implantou uma fábrica de papel e papelão em 1992, utilizando, como matéria-prima, bagaço de cana e papel reciclado em Pindoretama. Também inaugurou empresa de engarrafamento de água mineral em 1993, a Naturágua, localizada em Lagoa Redonda, em Fortaleza. Em 1996, inaugurou fábrica de garrafas PET e PVC. Em seguida, implantou a BRFish, atuando na cadeia produtiva de tilápia com a capacidade de produção de 60 toneladas/mês de tilápia, 4 000 000/mês de alevinos e 1.000 toneladas/mês de ração extrusada.
Em 28 de maio de 2012, a empresa de bebidas britânica Diageo, comprou a marca Ypióca por 940 milhões de reais.

O ator estadunidense John Travolta veio ao Rio de Janeiro em 7 de junho de 2013, em seu Boeing 707, para gravar uma campanha publicitária da marca. Ele foi anunciado como o novo garoto-propaganda dela.

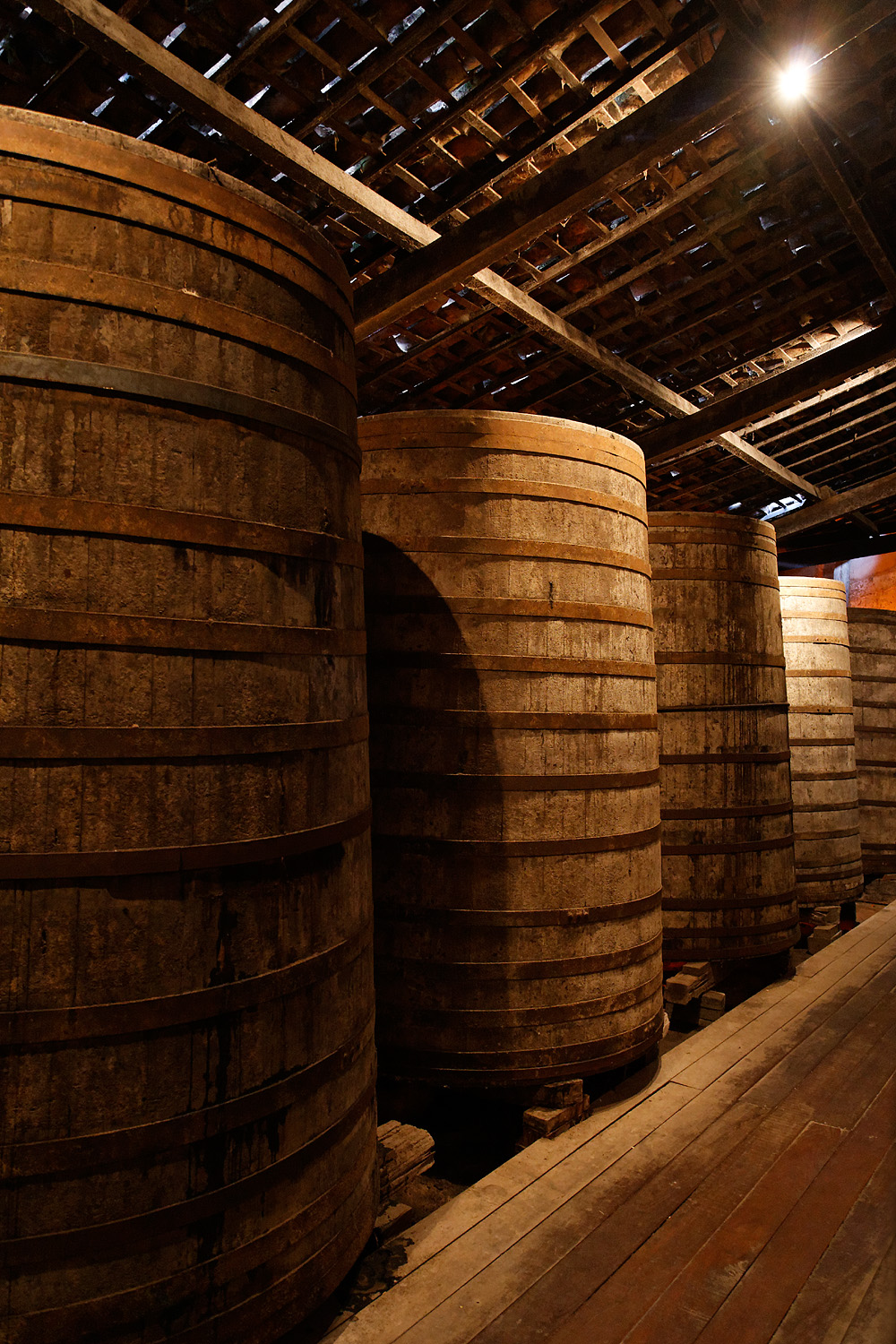
Barris de cachaça no Museu da Cachaça Ypióca

## Museu da Cachaça
A empresa mantém o Museu da Cachaça na primeira unidade fabril, onde tudo começou, em Maranguape.
O Museu da Cachaça, hoje, é um local onde se pode aprender um pouco sobre a história do Ceará e do grupo Ypióca. É chamado de Y-park devido aos esportes radicais que são disponibilizados lá.